# رازمیک زهرابیان
رازمیک آرتاوازدی زهرابیان (ارمنی: Ռազմիկ Արտավազդի Զոհրաբյան؛ زادهٔ ۱ آوریل ۱۹۵۰) یک سیاستمدار اهل ارمنستان است که از تاریخ ۲۰۰۷ تا تاریخ ۲۰۱۷ سمت نمایندگی دوره‌های چهارم و پنجم مجلس ملی جمهوری ارمنستان را برعهده داشت.

## زندگی‌نامه
در ۱ آوریل ۱۹۵۰ در ایروان به دنیا آمد . وی همچنین برنده مدال گارگین نژده و مدال یادبود نخست‌وزیر ارمنستان شده‌است.